# Casa de mi padre (utwór)
Casa de mi padre – piosenka latin-popowa pochodząca ze ścieżki dźwiękowej do filmu Casa de mi padre (2012). Napisany przez Andrew Steele’a (także scenarzystę filmu) i Patricka C. Péreza oraz wyprodukowany przez Andrew Feltensteina i Johna Nau, utwór wykonywany jest przez amerykańską piosenkarkę Christinę Aguilerę. Nagranie zyskało pozytywne recenzje krytyków muzycznych. Chwalono dramatyczną emocjonalność piosenki oraz gromkie wykonanie wokalne Aguilery. Niektórzy dziennikarze porównali „Casa de mi padre” do utworów przewodnich serii Jamesa Bonda lub kompozycji muzycznych z filmów reżysera Quentina Tarantino. Piosenka była prenominowana do Nagrody Akademii Filmowej.

## Informacje o utworze
Wiosną 2011, dokładnie 29 kwietnia, do sieci wyciekły dwa niewydane dotychczas utwory Christiny Aguilery: pierwszym był „Nasty”, nagrany wraz z Cee Lo Greenem odrzut ze ścieżki dźwiękowej Burlesque: Original Motion Picture Soundtrack (2010), a drugim „Casa de mi padre”, wówczas znany pod skróconym tytułem „La casa”. Obie piosenki zamieszczono na stronie Livestream.com. Pod koniec czerwca 2011 potwierdzono, że kompozycja stworzona została na potrzeby filmowej komedii Casa de mi padre w reżyserii Matta Piedmonta. W filmie tym Aguilera wykonuje piosenkę, towarzysząc kredytom początkowym. Kamera chwyta jedynie śpiewające usta wokalistki, co stanowi nawiązanie do musicalu The Rocky Horror Picture Show (1975). „Casa de mi padre” jest latynosko-popową balladą, śpiewaną w dwóch językach: angielskim i hiszpańskim. Zawiera wpływy muzyki ranchera. Nagrano ją w Capitol Studios w Hollywood na początku roku 2011. Aguilera, która posiada korzenie ekwadorskie, już w 2000 wydała album z muzyką w stylu latin pop; był to krążek Mi Reflejo. Nagranie z tej płyty, „El beso del final”, trafiło na ścieżkę dźwiękową filmu Dirty Dancing 2 w 2004 roku. W utworze „Casa de mi padre” wykorzystane zostały instrumenty charakterystyczne dla orkiestr mariachi. Jak uważa Jeff Benjamin, redaktor magazynu Billboard, „produkcja zawiera w sobie dramatyczne dźwięki gitary, grzmiące trąbki i podkład gospel, wszystko zmieszane stylem flamenco”. Pojedynczą piosenkę w formacie MP3 udostępniono w serwisie Amazon.com 6 marca 2012. Premiera soundtracku, na którym ją zawarto, nastąpiła 26 marca.

## Opinie

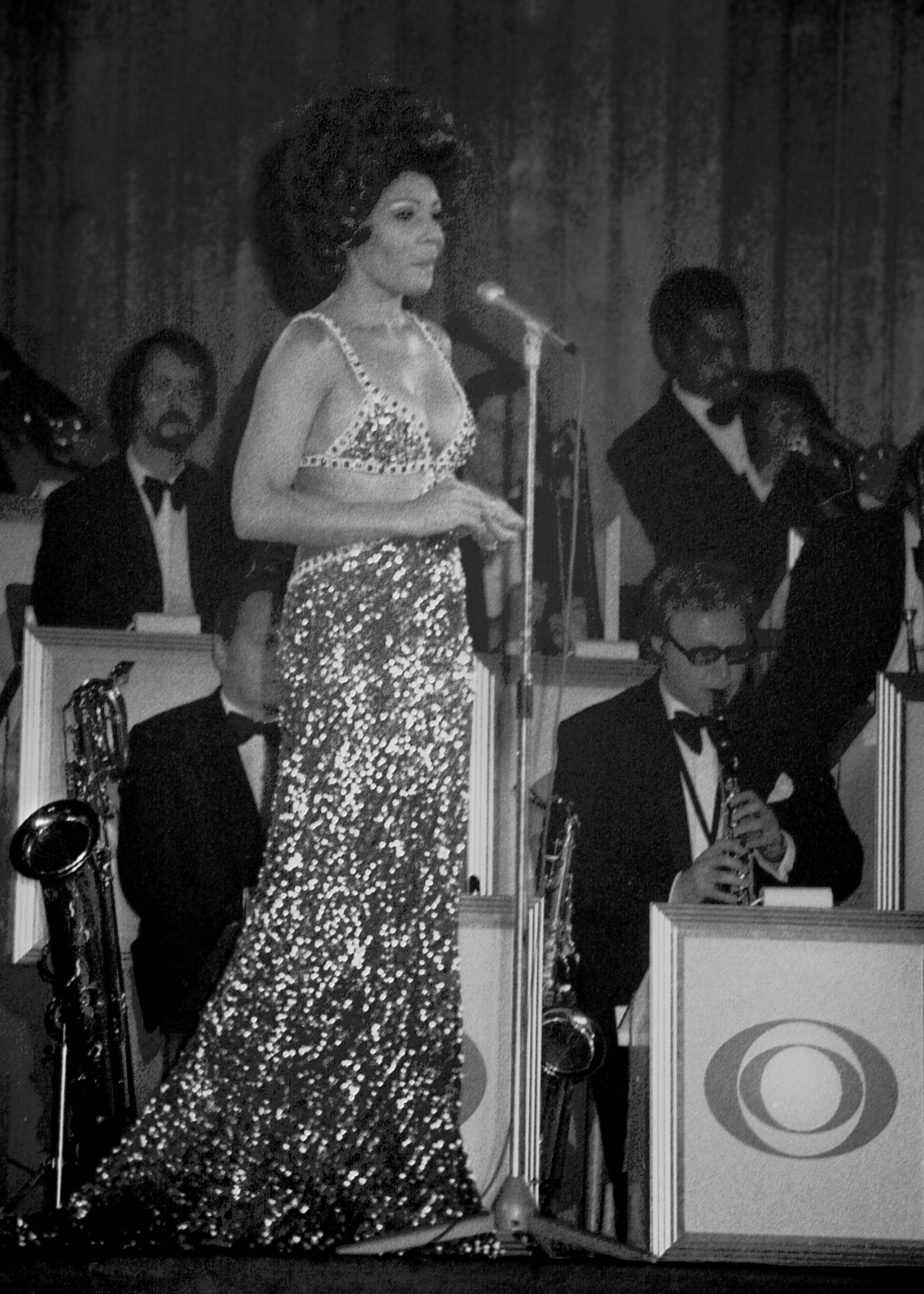
Shirley Bassey (1973).

Według Zuzanny Janickiej (the-rockferry.pl), „Casa de mi padre” to „jeden z najlepszych szerzej nieznanych utworów Aguilery”.

### Recenzje
Krytycy pozytywnie ocenili piosenkę. Jeden z użytkowników strony charts.org.nz wydał kompozycji bardzo korzystne omówienie, pisząc: „'Casa de mi padre’ to klasyczna Aguilera: mnóstwo (bezsprzecznie słusznych) popisów wokalnych, naładowana emocjonalnie melodia oraz płonący refren. Całość, utrzymana w latin-popowym brzmieniu, jest podniosła i dosadna, przez co budzi skojarzenia z muzyką z filmów Quentina Tarantino (głównie z Kill Billem). Kolejna wyśmienita ballada od Christiny, która to udowadnia, że sprawdza się w każdej konwencji muzycznej”. Recenzent wycenił piosenkę na . Jim Vejvoda z serwisu IGN również przyrównał utwór do muzyki zawartej w obrazach Tarantino. David Edelstein (npr.org) uznał, że „Casa de mi padre” „pełną parą otwiera film o tym samym tytule”, a ballada „przeistacza Aguilerę w Shirley Bassey” i „przywodzi na myśl bondowski motyw przewodni Johna Barry’ego, 'Goldfinger'”. Jak dodał pamflecista, piosenka „jest zarówno satyryczna, jak i szczerze mrożąca krew w żyłach”. Melinda Newman (hitfix.com) chwaliła wykonanie utworu przez Aguilerę, orkiestralny charakter nagrania i jego pełne suspensu tempo. Newman skwitowała utwór jako „wielki, dramatyczny, kiczowaty i zdumiewający zarazem”, dodając, że brzmi, jak motyw muzyczny z hiszpańskiej odsłony serii Jamesa Bonda. Według redaktorów witryny boxofficebuz.com, wykonywana przez Aguilerę piosenka jest „jedynym elementem, który z gracją ratuje rozczarowujący film Casa de mi padre”. Kompozycja została pozytywnie zrecenzowana także przez magazyn Billboard, MTV oraz serwis PopDust.com. Jeff Benjamin, pisząc dla Billboardu, uznał, że „wokale Aguilery w 'Casa de mi padre’ utrzymują rejestry, w których większość artystów znajdzie się tylko we własnych marzeniach”.

## Nagrody i wyróżnienia
| Rok  | Ceremonia      | Nagroda                               | Rezultat     |
| ---- | -------------- | ------------------------------------- | ------------ |
| 2013 | Academy Awards | najlepsza oryginalna piosenka filmowa | Prenominacja |

## Twórcy
- Główne wokale: Christina Aguilera
- Autor: Andrew Steele, Patrick C. Pérez
- Producent: Andrew Feltenstein, John Nau
- Inżynier dźwięku i mixer: Dana Nielsen

## Pozycje na listach przebojów
| Kraj      | Notowanie (2012)  | Wydawca | Najwyższa pozycja |
| --------- | ----------------- | ------- | ----------------- |
| Indonezja | Top Digital Songs | LIMA    | 3                 |